# دومينيك فيك
دومينيك فيك (مواليد 30 ديسمبر 1995) هو مغني وممثل أمريكي، قام بدور إليوت في الموسم الثاني من مسلسل نشوة.